# 2-й іноземний піхотний полк (Франція)
2-й іноземний піхотний полк (фр. 2еRégiment Étranger d'Infanterie, 2e REI) — піхотний полк Французького іноземного легіону, створений в 1841 році і розташований на півдні Франції в Німі. 2REI брав участь у ряді конфліктів, зокрема, у війні в Перській затоці, в Боснії, Чад і в різних частинах Африки. Надзвичайно мобільний піхотний полк, він може бути направлений в будь-яку точку світу морським або повітряним шляхом.
Перебазований у Нім в 1983 р.
| Прапор Франції | Це незавершена стаття про Францію. Ви можете допомогти проєкту, виправивши або дописавши її. |